# 안데르센틈새얼굴박쥐
안데르센틈새얼굴박쥐(Nycteris aurita)는 틈새얼굴박쥐과에 속하는 박쥐의 일종이다. 동아프리카에서 발견된다. 소말리아 북부 지역과 남수단 그리고 에티오피아를 거쳐 케냐와 탄자니아에서 발견된 기록이 있다. 개체수를 기록한 정보는 없다. 사바나 서식지와 준사막 지대에서 서식한다. 주요 위협 요인이 존재하는지 대한 기록 또한 없다.